# 범죄화
범죄화(犯罪化, 영어: criminalization)는 어떤 행위에 대한 형사처벌의 도입을 가리킨다. 소급해서 이미 발생한 사건을 범죄로 처벌하는 것은 소급입법금지 제도에 의해 제한된다. 

## 사례
스토킹범죄의 처벌 등에 관한 법률 도입 이후 스토킹이 범죄가 되었다.
미국 로드아일랜드주에서는 1980년 매춘법이 개정되면서 길거리 호객을 동반하지 않은 매춘이 비범죄화 되었다. 하지만 사람들은 성매매가 불법이라고 믿고 있었다. 주 법원 판결로 로드아일랜드주에서 성매매 비범죄화가 이뤄진 사실이 2003년에 알려지자 성매매 업소가 폭증하였고, 2009년 다시 범죄화되었다. (미국의 성매매)

## 같이 보기
- 비범죄화
- 불법화
- 과잉범죄화